# Eerste Kamerverkiezingen 1896
De Eerste Kamerverkiezingen 1896 waren reguliere Nederlandse verkiezingen voor de Eerste Kamer der Staten-Generaal. Zij vonden plaats op 15 juli 1896.
De verkiezingen werden gehouden voor een derde deel van de zittende leden van de Eerste Kamer van wie de zittingstermijn afliep. Bij deze verkiezingen kozen de leden van Provinciale Staten - die bij de Statenverkiezingen in mei 1895 gekozen waren - in negen kiesgroepen naar provincie zestien nieuwe leden.
De uitslag van de verkiezingen was als volgt:
| Partij                     | Zetels | Zetels | Zetels | Zetels | Zetels | Zetelverdeling naar provincie | Zetelverdeling naar provincie | Zetelverdeling naar provincie | Zetelverdeling naar provincie | Zetelverdeling naar provincie | Zetelverdeling naar provincie | Zetelverdeling naar provincie | Zetelverdeling naar provincie | Zetelverdeling naar provincie | Zetelverdeling naar provincie | Zetelverdeling naar provincie |
| Partij                     | 1893   | Af     | Bij    | 1896   | +/−    | Gr                            | F                             | D                             | O                             | Ge                            | U                             | NH                            | ZH                            | Z                             | NB                            | L                             |
| -------------------------- | ------ | ------ | ------ | ------ | ------ | ----------------------------- | ----------------------------- | ----------------------------- | ----------------------------- | ----------------------------- | ----------------------------- | ----------------------------- | ----------------------------- | ----------------------------- | ----------------------------- | ----------------------------- |
| Liberale Unie              | 32/29  | 12     | 10     | 27     | −2     | 3                             | 4                             | 2                             | 2                             |                               |                               | 8                             | 8                             |                               |                               |                               |
| katholieken                | 12     | 3      | 4      | 13     | +1     |                               |                               |                               |                               | 3                             | 1                             |                               |                               |                               | 6                             | 3                             |
| Anti-Revolutionaire Partij | 4      | 1      | 2      | 5      | +1     |                               |                               |                               |                               | 2                             | 1                             |                               |                               | 2                             |                               |                               |
| vrije liberalen            | 0/4    | 0      | 0      | 4      | 0      |                               |                               |                               | 1                             |                               |                               | 1                             | 2                             |                               |                               |                               |
| conservatieven             | 1      | 0      | 0      | 1      | 0      |                               |                               |                               |                               | 1                             |                               |                               |                               |                               |                               |                               |
| conservatief-liberalen     | 1/0    | 0      | 0      | 0      | 0      |                               |                               |                               |                               |                               |                               |                               |                               |                               |                               |                               |
| totaal                     | 50     | 16     | 16     | 50     | 0      | 3                             | 4                             | 2                             | 3                             | 6                             | 2                             | 9                             | 10                            | 2                             | 6                             | 3                             |

## Gekozenen
Bij deze verkiezingen waren zestien leden aftredend, van wie dertien herkozen werden. De stemmingen voor de overige vacatures hadden de volgende resultaten:
- Door Provinciale Staten van Friesland werd Hendrik Fennema (Liberale Unie) gekozen in de vacature ontstaan door het aftreden van Doede Breuning die had aangegeven niet herkiesbaar te zijn.
- Door Provinciale Staten van Gelderland werd Frederic Reekers (katholieken) gekozen die de aftredende afgevaardigde Hendrikus Coenen (Liberale Unie) versloeg met 30 tegen 28 stemmen.
- Door Provinciale Staten van Zeeland werd Titus van Asch van Wijck (Anti-Revolutionaire Partij) gekozen die de aftredende afgevaardigde Eduard Fokker (Liberale Unie) versloeg met 21 tegen 20 stemmen.

De zittingsperiode van de Eerste Kamer ging in op 15 september 1896. De zittingstermijn van de gekozen Kamerleden bedroeg negen jaar.
*1850 · 1853 · 1856 · 1859 · 1862 · 1865 · 1868 · 1871 · 1874 · 1877 · 1880 · 1883 · *1884 · 1887 (I) · *1887 (II) · *1888 · 1890 · 1893 · 1896 · 1899 · 1902 · *1904 · 1907 · 1910 · 1913 · 1916 · *1917 · 1919 · *1922 · *1923 · 1926 · 1929 · 1932 · 1935 · *1937 · *1946 · *1948 · 1951 · *1952 · 1955 · *1956 (I) · *1956 (II) · 1960 · *1963 · 1966 · 1969 · *1971 · 1974 · 1977 · 1980 · *1981 · *1983 · *1986 · 1987 · 1991 · 1995 · 1999 · 2003 · 2007 · 2011 · 2015 · 2019 · 2023

* algemene verkiezingen in verband met vervroegde ontbinding van de Eerste Kamer

vanaf 1987 bedraagt de vaste zittingstermijn van de Eerste Kamer vier jaar